# Château de Nescus
Le château de Nescus se trouve sur la commune de Nescus, dans le département de l'Ariège, en France.

## Localisation
A 426 m d'altitude, il se situe à l'est du village et au sud du hameau du Ballé, séparé de ce dernier par l'Arize. Il est accessible depuis la RD 15.

## Historique
Construit en 1700, le château a été démoli pendant la Révolution, puis reconstruit au XIXe siècle, avant de subir un incendie en 1918 qui a nécessité une rénovation. Propriété d'Albéric de Narbonne-Lara (1859-1909), puis des Carmélites de Pamiers, la mairie de Paris l'acquiert en le destinant à ses colonies de vacances.
Inutilisé depuis plus d'une dizaine d'années et ayant subi des dégradations à la suite d'un squatt, il est mis aux enchères et acquis en octobre 2022 pour 118,000 € euros pour « projet intégré dans le territoire et son environnement ».

## Description
Avec une tour ronde et une carrée toutes deux crénelées et sur la même façade, la construction néo-classique offre une surface de 1 400 m2 environ.

## Parc
Un parc arboré de 2,2 hectares l'environne.

## Valorisation du patrimoine
Le projet prévu pour les lieux comporte un pôle touristique (gîtes, chambres d'hôtes), un pôle jardin (parc paysager visitable, maraîchage) un pôle culturel (spectacles, concerts...) et un pôle social (hébergements sociaux).